# Gemmatimonadota
Phylum
Synonymes
- Gemmatimonadota Whitman et al. 2018
- Gemmatimonadaeota Oren et al. 2015
- Gemmatimonadetes Zhang et al. 2003

Les Gemmatimonadota sont un phylum du règne des Pseudomonadati au sein du domaine Bacteria. Son nom provient de Gemmatimonas qui est le genre type de ce phylum.

## Taxonomie
Ce phylum est proposé dès 2003 par H. Zhang et al. sous le nom de « Gemmatimonadetes » pour recevoir l'espèce Gemmatimonas aurantiaca, isolée d'un bioréacteur servant à la récupération du phosphore dans des eaux usées. Ce n'est qu'en 2021 qu'il est publié de manière valide par Oren et Garrity après un renommage conforme au code de nomenclature bactérienne (le nom du phylum devant être dérivé de celui de son genre type, en l'occurrence Gemmatimonas, par adjonction du suffixe -ota conformément à une décision de l'ICSP en 2021).

## Liste de classes
Selon la LPSN (3 mai 2025) ce phylum contient les classes suivantes :
- Gemmatimonadia corrig. Zhang et al. 2003
- Longimicrobiia corrig. Pascual et al. 2016